# Tonadico
Tonadico – miejscowość i gmina we Włoszech, w regionie Trydent-Górna Adyga, w prowincji Trydent.
Według danych na rok 2004 gminę zamieszkiwało 1413 osób, 15,9 os./km².

## Linki zewnętrzne

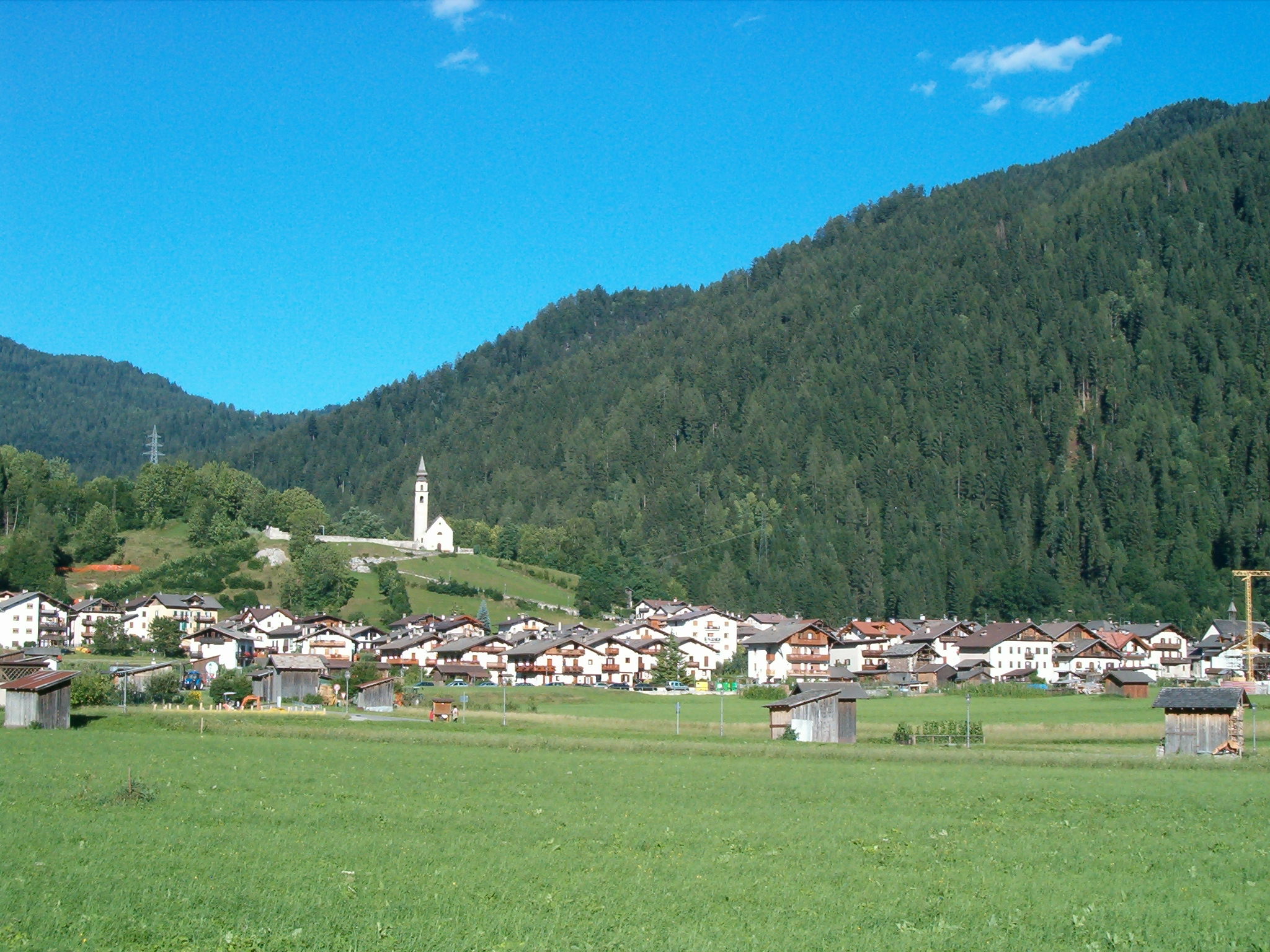
Panorama miejscowości